# Little Space Heroes
Little Space Heroes é um MMOSG, para crianças e adolescentes de 5 a 14 anos desenvolvido pela empresa australiana Bubble Gum Interactive. No jogo os jogadores podem criar seu avatar, e, assim explorar os 2 de 4 planetas existentes no jogo, enfeitar sua casa e entre outras ações.

## Historia
A história começa quando o vilão do jogo,Lord Shadowbot um robô covarde que tem medo de escuro, rouba uma misteriosa raça de criaturas brilhantes, conhecidas como Grows para si mesmo. Assim,os jogadores devem ir em buscas de pistas e consertar o que está errado.

## Gameplay
Todas as ações no jogo são realizadas através do Mouse, e usa-se o teclado para falar no chat.

## Avatar
Ao se registrar, o jogador também cria seu avatar, ou seja, seu representante dentro do Little Space Heroes. Com ele você pode resolver missões, usar os mais diferentes tipos de roupas, ter um Grow e um Kritzen e realizar praticamente todas as tarefas dentro do jogo.

## Grows e Kritzens
Os Grows são pequenas criaturas brilhantes presente no jogo. Para se conseguir um, é necessário que o jogador vá até o Planeta Crystal e faça com que um se conecte-se a você dizendo "Hi" e usando smiles. Há várias cores, como vermelho, laranja, azul, etc.
Já os Kritzens,são animais de estimação com diversos modelos. Eles só podem ser comprados por quem é Assinante do Jogo. Mais existe um Kritzen grátis que pode ser conseguido, através do código promocional 'BIGPONDGAMES', deve-se digitar o mesmo na máquina presente na Hero Academy School. A validade do condigo é indeterminável.

## Planetas
O jogo tem disponível por enquanto 4 planetas, sendo apenas lançados 2, o Crystal Planet e o Jungle Planet.

O Crystal Planet,como o próprio nome indica, é um planeta cristal, lar dos Grows.

O Jungle Planet,é um "planeta selva", nele se encontra apenas um mini-game por enquanto.

Ainda existem dois planetas desconhecidos que não foram lançados.

## HomePad
Homepad, é a casa dos jogadores, nela você pode colocar itens, decorar de seu jeito, e comprar móveis no catálogo. Pode até se realizar festas e convidar seus amigos.

## Assinatura
Apesar do jogo ser grátis, ele também conta com a opção dos jogadores assinarem para terem direito a conteúdo exclusivo, a assinatura na moeda Brasileira é de R$9,00, e pelo dólar $6,00. É possível pagar em reais e mais em outras 4 moedas. Com uma assinatura, os jogadores podem ter acesso a móveis, roupas, Kritzens, áreas especiais e entre outros conteúdos.

## Fase Beta
A fase beta, foi a segunda fase de testes do jogo, e a primeira livre ao público. Ela ocorreu de 4 de Setembro de 2011 a 1 de Janeiro de 2012, os jogadores que participaram desta fase de testes receberam uma jaqueta e uma conquista exclusiva.

## Livro de Medalhas e Conquistas
O livro de Medalhas e Conquistas, é um livro onde fica armazenados, como o próprio nome sugere as conquistas e medalhas do jogador. Para receber uma medalha, deve-se seguir o que o livro lhe pede para fazer. Ao completar a "Quest" ou missão, você receberá uma medalha mostrando tal feito. Já as conquistas, são uma espécie de medalhas mais atribuídas apenas por realizar certas coisas especiais como, ter participado da Fase Beta, ter usado 50 smiles entre outras.